# Reprezentacja Południowej Afryki na Mistrzostwach Świata w Narciarstwie Klasycznym 2009
Reprezentacja Republiki Południowej Afryki na Mistrzostwach Świata w Narciarstwie Klasycznym 2009 liczyła 1 sportowca. Najlepszym wynikiem było 76. miejsce (Oliver Kraas) w sprincie mężczyzn.

## Medale

### Złote medale
Brak

### Srebrne medale
Brak

### Brązowe medale
Brak

## Wyniki

### Biegi narciarskie mężczyzn
Sprint
- Oliver Kraas - 76. miejsce (odpadł w kwalifikacjach)